# Herschelbad

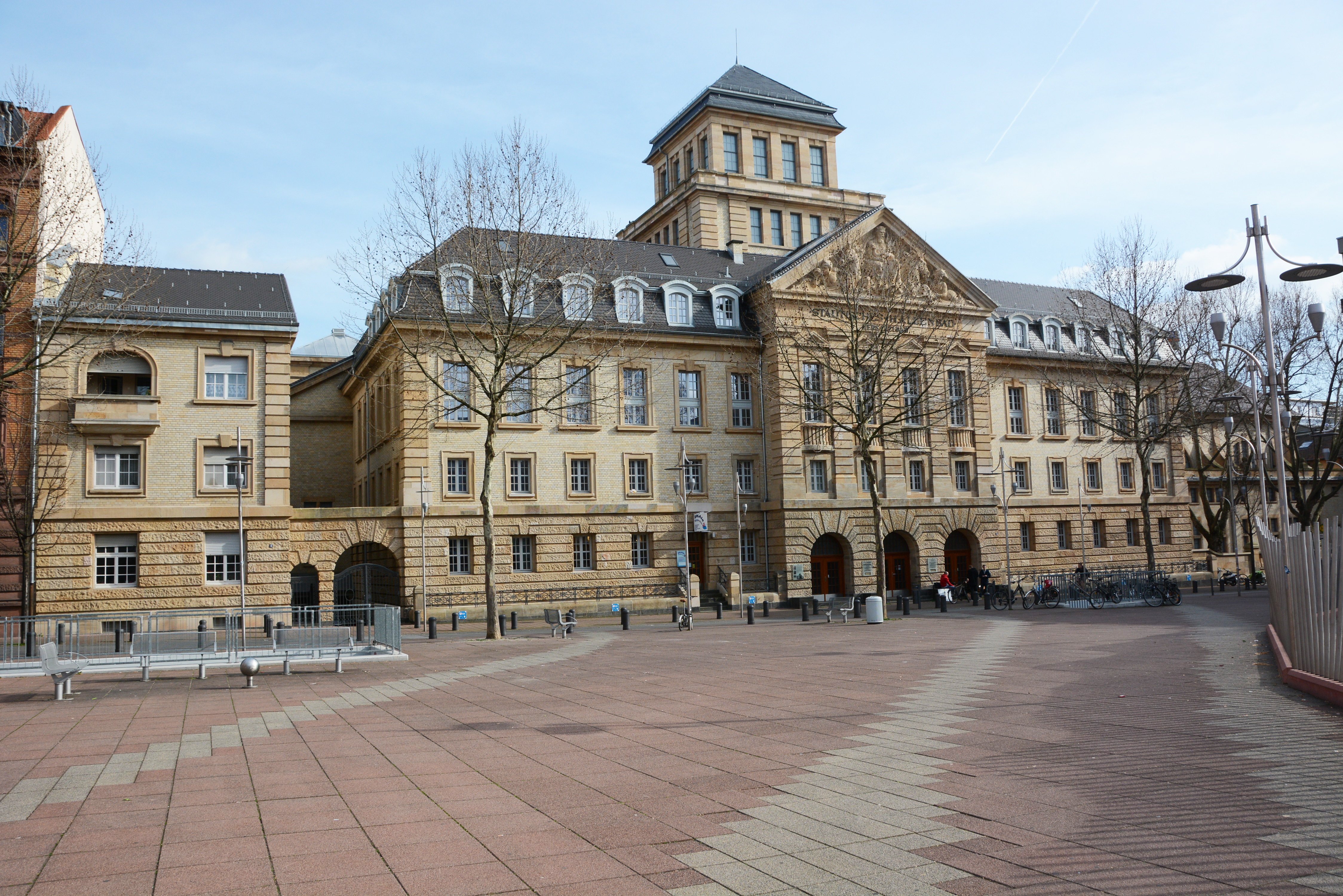
Hauptfassade

Das Herschelbad ist ein öffentliches Bad in den Mannheimer Quadraten, für dessen Bau der jüdische Mannheimer Kaufmann und Stadtrat Bernhard Herschel (1837–1905) der Stadt im Jahr 1905 testamentarisch einen Teil seines Vermögens stiftete.

## Geschichte
Bernhard Herschel vermachte der Stadt eine halbe Million Goldmark zum Bau einer „Bade- und Schwimmanstalt“ in der Altstadt. Dieses Vermächtnis war mit drei Bedingungen verbunden: Das Bad sollte in den Quadraten errichtet werden, die Stadt musste das Gelände für den Bau kostenlos überlassen, und es sollte von der Stadt selbst geführt werden. Darauf überprüfte das Hochbauamt der Stadt Mannheim 13 mögliche Standorte, ehe im Jahr 1911 durch den Umzug der Hauptfeuerwache an den Alten Meßplatz das Quadrat U 3 frei wurde. Architekt war der Leiter des städtischen Hochbauamts Richard Perrey. Durch den Ersten Weltkrieg wurde der Bau jedoch unterbrochen, so dass das Bad erst im November 1920 eröffnet werden konnte.
In der Zeit des Nationalsozialismus wurde das Bad des jüdischen Stifters für „judenfrei“ erklärt. Die Benutzung war ausschließlich „Ariern“ vorbehalten und das Herschelbad wurde in Städtisches Hallenbad umbenannt. Seit 1950 wird wieder der ursprüngliche Name verwendet.

## Architektur
Das Herschelbad war mit 4.530 m² überbauter Fläche eines der größten Hallenbäder in ganz Deutschland. Es besaß neben den drei Schwimmhallen (Frauen-, Männer- und Volksbad), den Wannenbädern, der Sauna und der Sonnenterrasse auch eine Wäscherei und ein „Hundebad“. Abgesehen von den beiden zuletzt genannten sind alle diese Einrichtungen auch heute noch in Betrieb. Das Hundebad diente kurioserweise eine Zeitlang als Duschgelegenheit der Bezirksschornsteinfeger. Aus heutiger Sicht erstaunlich ist die Tatsache, dass das Herschelbad bereits 1920 zum Zeitpunkt seiner Eröffnung über eine Wellenbadeinrichtung verfügte, die nach den Kriegszerstörungen jedoch nicht wiederhergestellt wurde.

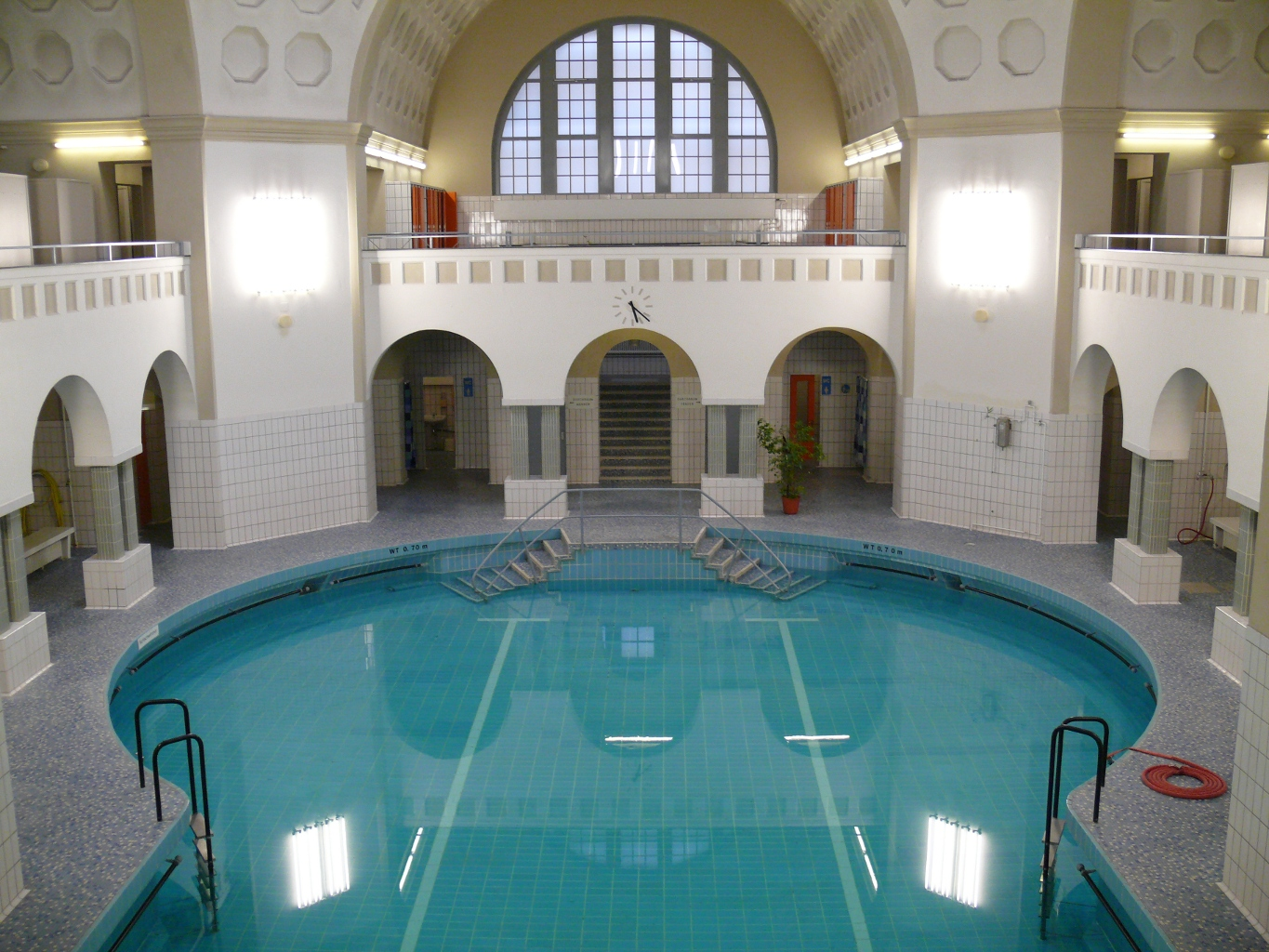
Frauenbad (Halle II)

Die drei Schwimmhallen werden heute so genutzt, dass im ehemaligen Männerbad (Halle I) der öffentliche Badebetrieb stattfindet, während das durch sein schlüssellochförmiges Becken und die Arkaden besonders beeindruckende Frauenbad (Halle II) heute für Schwimmkurse und die Saunagäste genutzt wird. Das relativ kleine, im Südostflügel gelegene und seinerzeit mit eigenem Eingang versehene ehemalige Volksbad (Halle III) dient heute vor allem dem Vereins- und Schulschwimmen. 
Im Männer- und Frauenbad zeigt sich der Geist einer verflossenen Epoche zudem in der Besonderheit, dass jedem Badegast für die Aufbewahrung der Kleidung nicht wie heute üblich ein Schrank, sondern eine verschließbare Einzelkabine zur Verfügung steht.
Das Hallenbad, ursprünglich als Volksbad eingerichtet, ist bzw. war eines der Hauptwerke des Jugendstils in Mannheim. Durch die Zerstörung im Zweiten Weltkrieg und den Verzicht auf eine originalgetreue Rekonstruktion ist das heutige Erscheinungsbild allerdings stark beeinträchtigt. Auch wurden die zwei hoch aufragenden Gebäudeteile – Kesselhaus und Turm – durch den technischen Fortschritt funktionslos und stehen heute ungenutzt leer: Durch den Anschluss an das Mannheimer Fernwärmenetz wurde der Kessel entbehrlich, und das im Turm befindliche eigene Wasserreservoir des Bades wird wegen des heute herrschenden starken Leitungswasserdrucks nicht mehr benötigt. Mittlerweile wurde der Verein der „Freunde und Förderer des Herschelbades in Mannheim e. V.“ gegründet, dessen Ziel die grundlegende Sanierung des Gebäudes ist. Hierfür werden nach einer Einschätzung aus dem Jahr 2006 ca. 30 Millionen Euro benötigt. Rund 5,5 Millionen Euro hat die Stadt Mannheim bis Ende 2009 zur Sanierung von Dach und Fassade bereitgestellt. 
Die Hauptfassade ist im Hinblick auf die repräsentative Wirkung mit einem Mansarddach und einem Mittelrisalit ausgebildet.

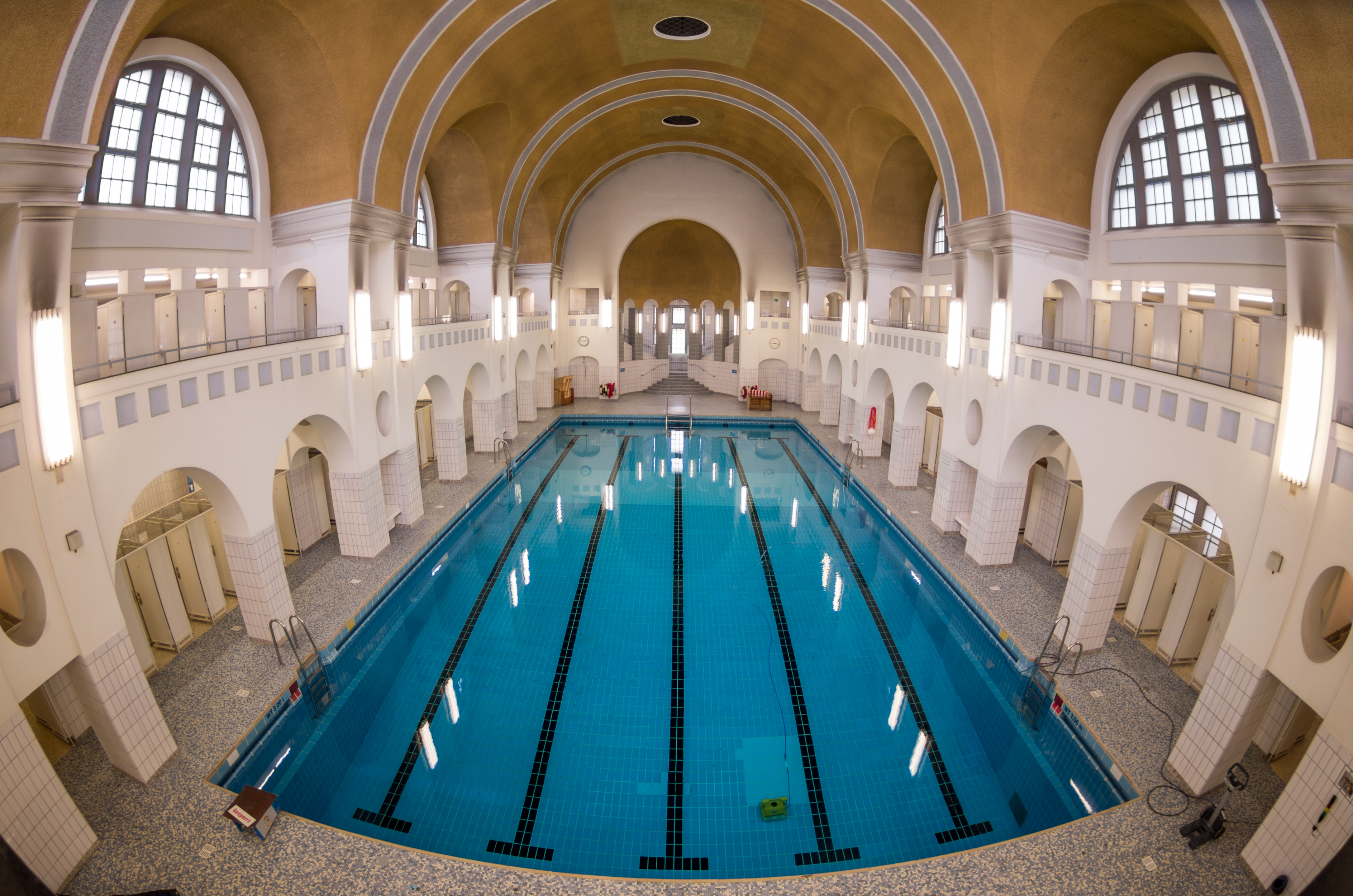
Halle 1
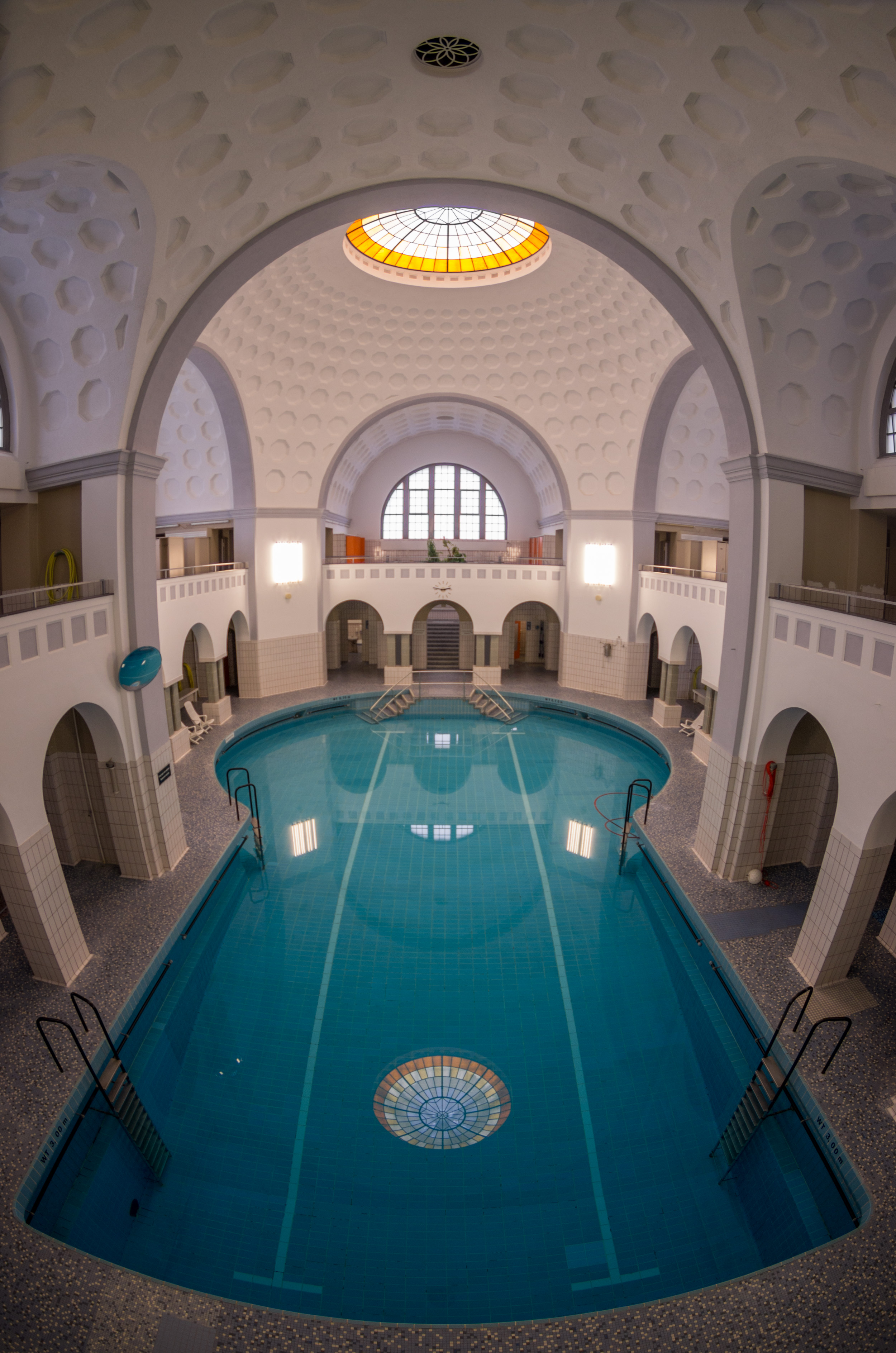
Halle 2
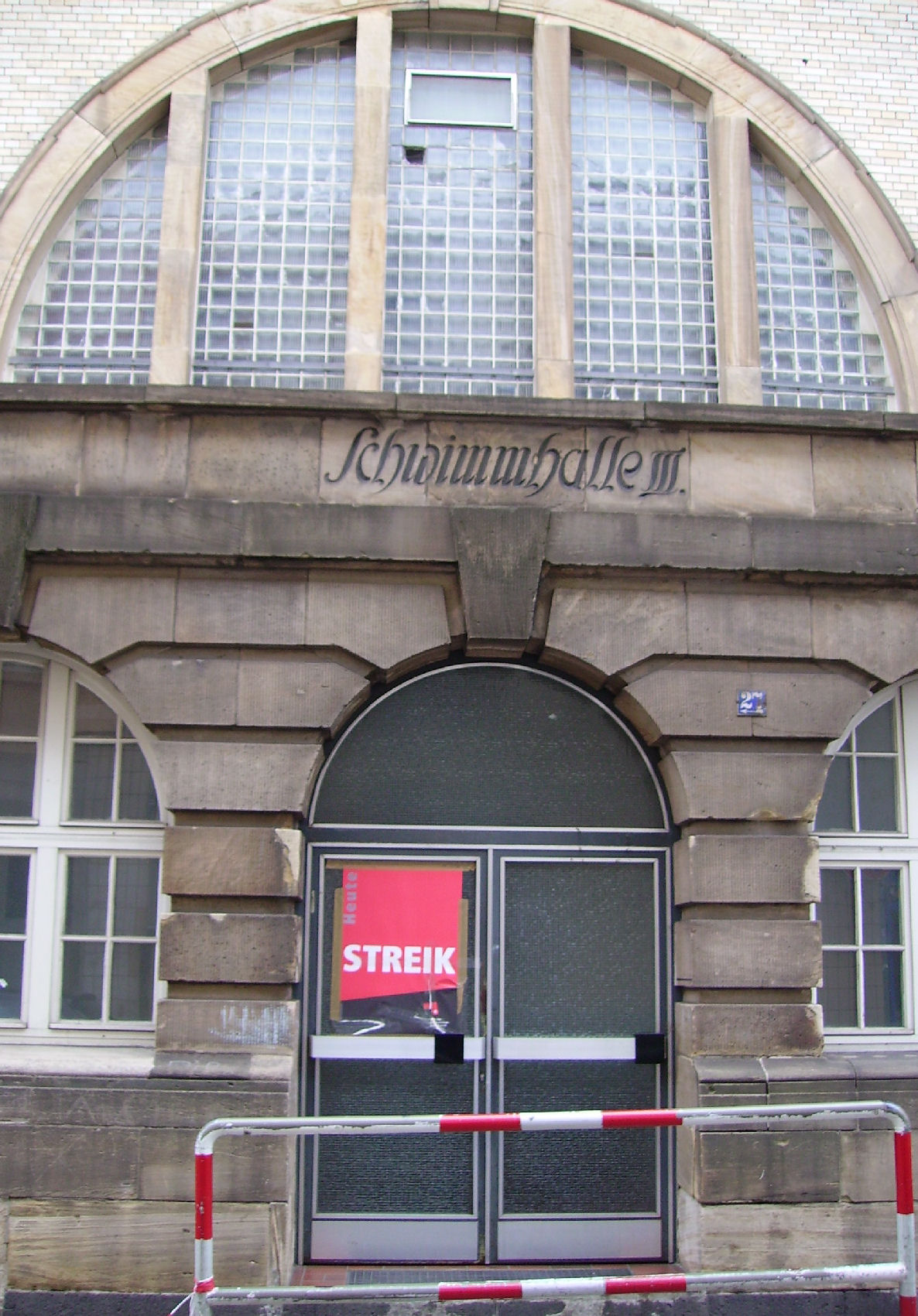
Seiteneingang, Halle 3, heute Schulschwimmhalle